# Greffe anglaise
La greffe anglaise est simple à réaliser et elle réussit assez bien. Elle nécessite un greffoir à simple tranchant.
Il existe deux types de greffes anglaises :

## Greffe anglaise simple
Cette greffe est très solide ; elle s'emploie chaque fois que le greffon et le porte-greffe sont de même diamètre (taille 8 mm environ). Le greffon A et le porte-greffe B sont taillés l'un et l'autre en biais allongé de façon à avoir une coupe longue d'environ deux à trois fois le diamètre du greffon. Le scion sera coupé en biais juste derrière un œil en laissant un peu d'espace en dessous pour pouvoir ligaturer la greffe. L'œil ainsi positionné juste au-dessus du point de greffe jouera un rôle de tire-sève.
On ajuste les deux parties en faisant bien coïncider les cambium ; on ligature de bas en haut en veillant à bien conserver les deux cambium en contact puis on couvre de mastic le sommet du greffon. Les deux greffons doivent coordonner pour une meilleure cicatrisation.

## Greffe anglaise compliquée

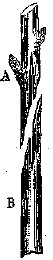
La greffe anglaise

En anglais, "Whip and Tongue Graft". Elle commence comme la greffe anglaise simple mais on fait, en plus, sur chaque biseau et au milieu de la plaie une entaille de même dimension, comme l'indique la figure ; on fait pénétrer les entailles l'une dans l'autre, ce qui permet d'avoir un montage plus solide.
Les meilleures périodes pour pratiquer cette greffe sont au printemps avec des greffons au repos pour la vigne, le pêcher, le pommier, le groseillier. Le prunier et le cerisier peuvent être greffés indifféremment au printemps ou en fin d'été.